# Колибань
Колиба́нь — село в Україні, у Хмельницькій міській громаді Хмельницького району Хмельницької області. 

## Населення
Населення становить 449 осіб.

### Мова
Розподіл населення за рідною мовою за даними перепису 2001 року:
| Мова       | Кількість | Відсоток |
| ---------- | --------- | -------- |
| українська | 439       | 97.77%   |
| російська  | 10        | 2.23%    |
| Усього     | 449       | 100%     |

## Інфраструктура
Село має свій фельдшерсько-акушерський пункт, при ньому бібліотеку, пошту, клуб та два магазини. У цьому маленькому селі є пам'ятка архітектури — дорога, викладена камінням.

## Галерея

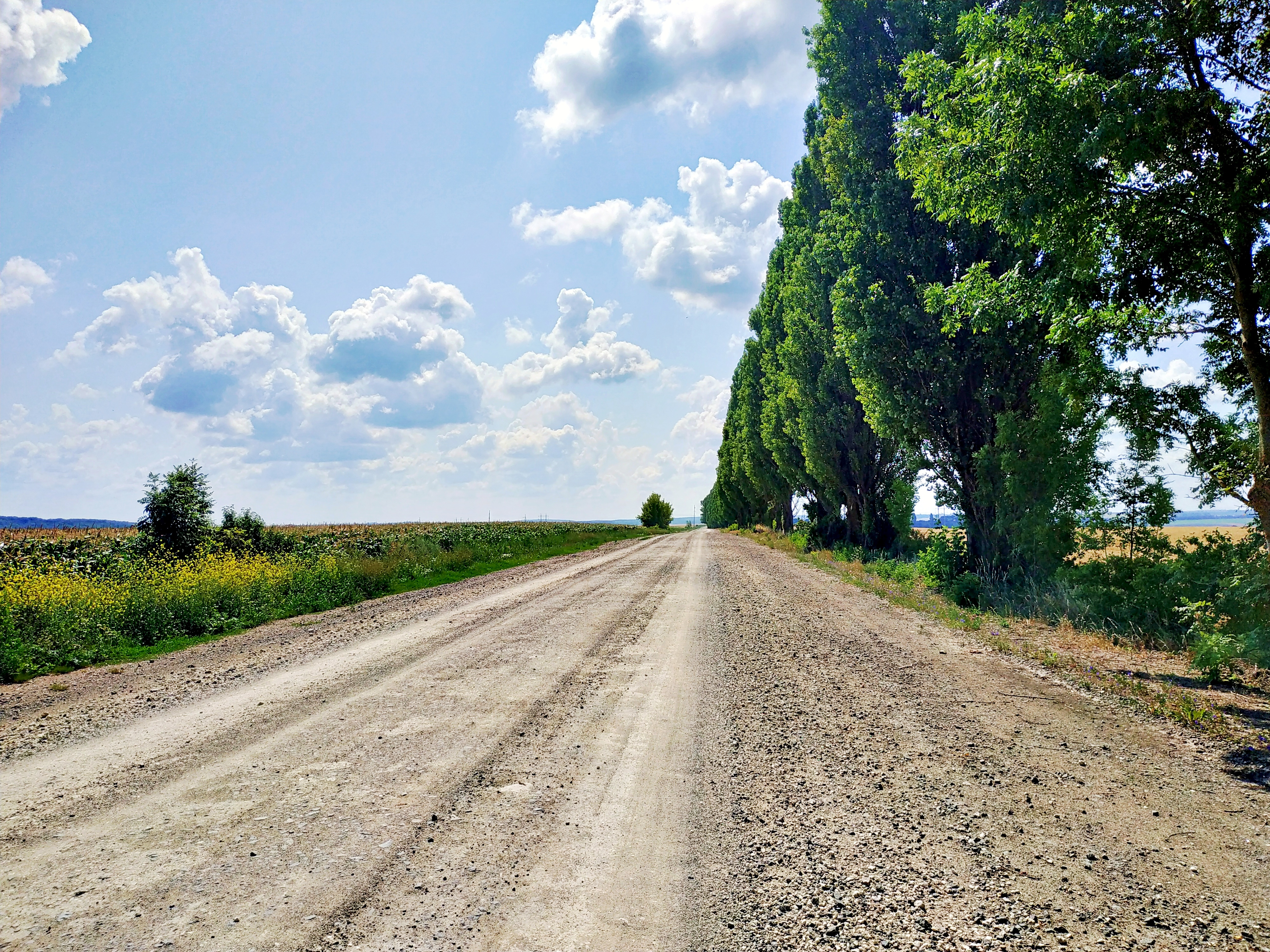
Дорога у село
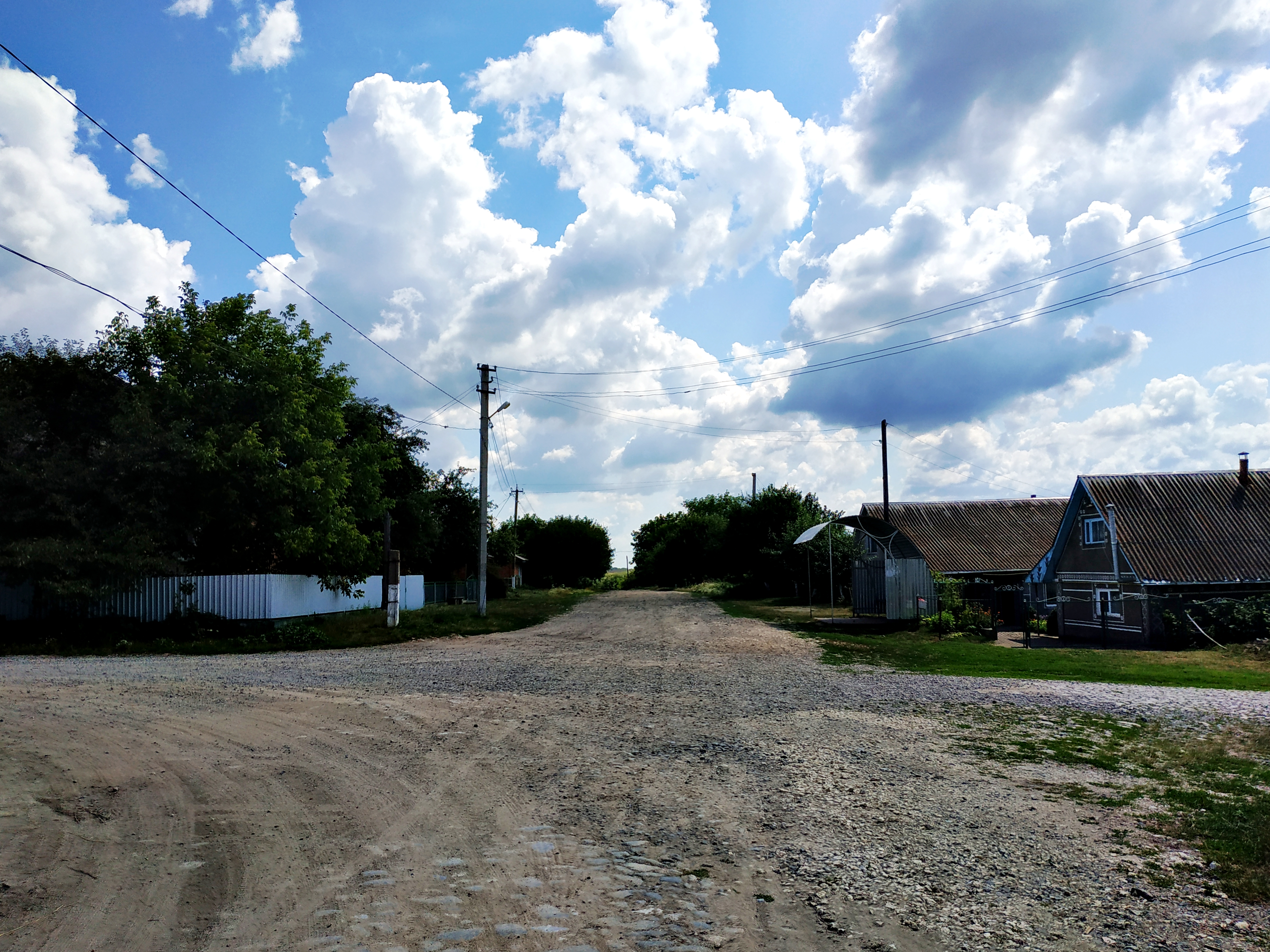
Вулиця Гагаріна
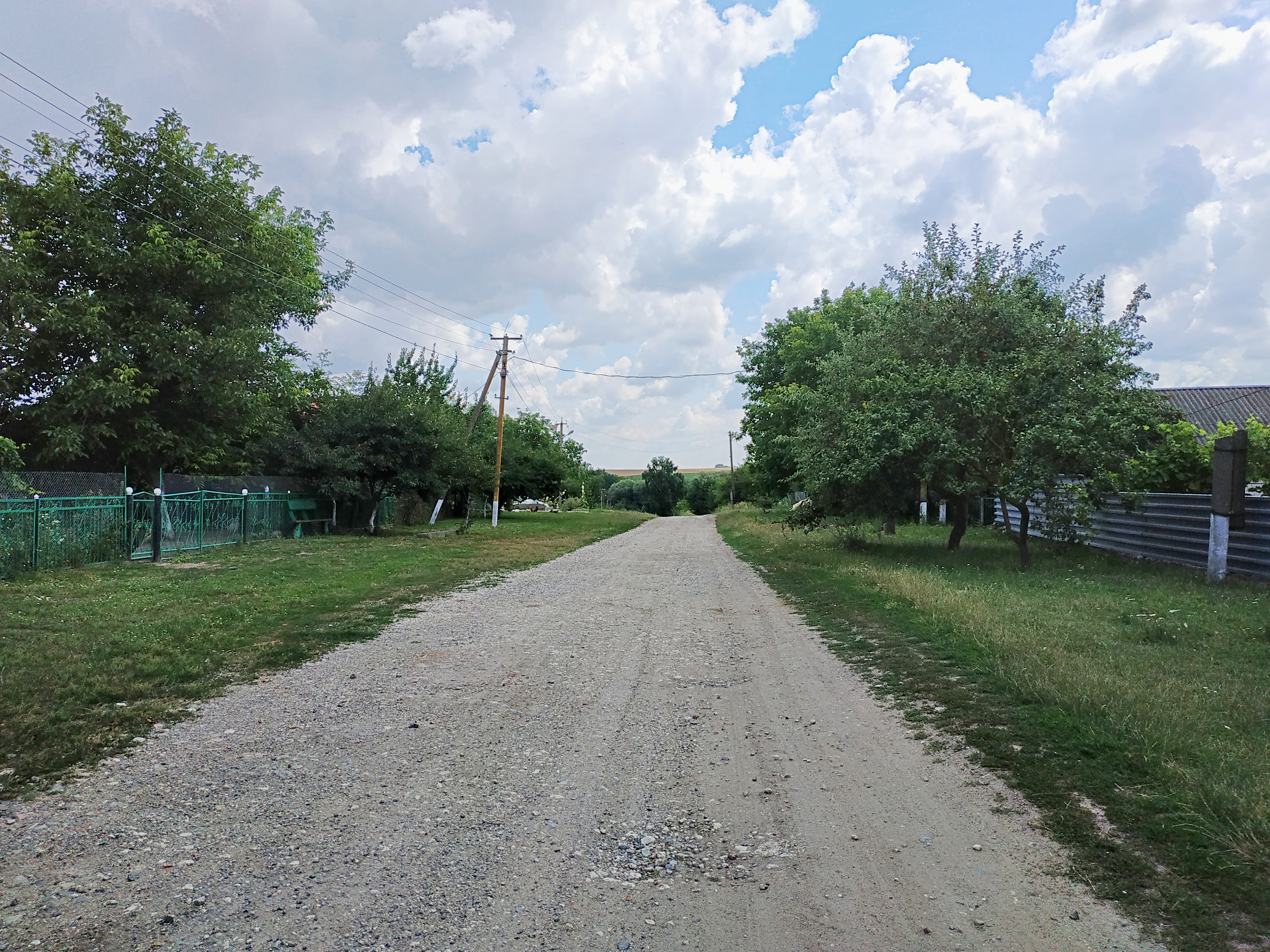
Вулиця Гагаріна
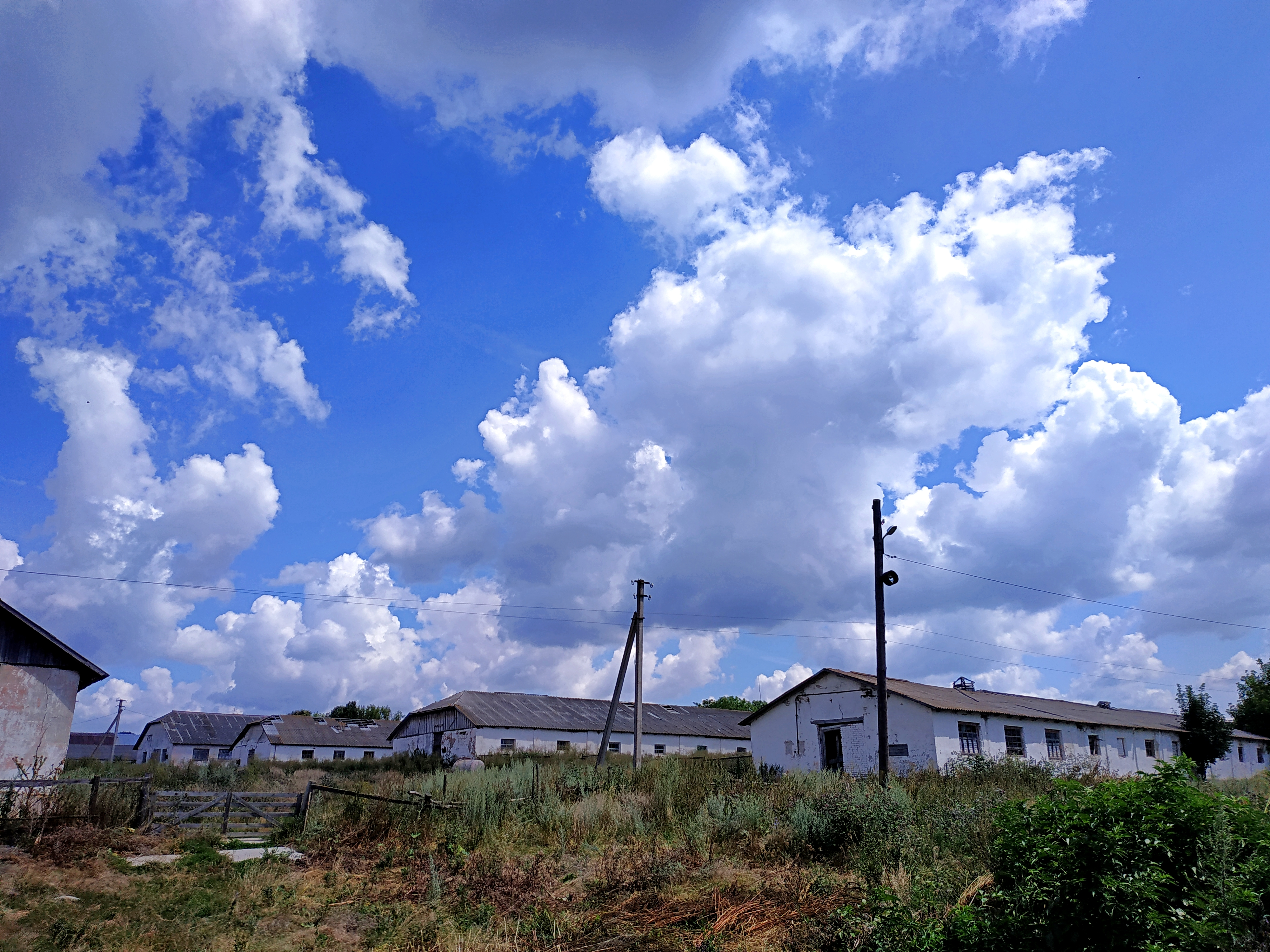
Колибань
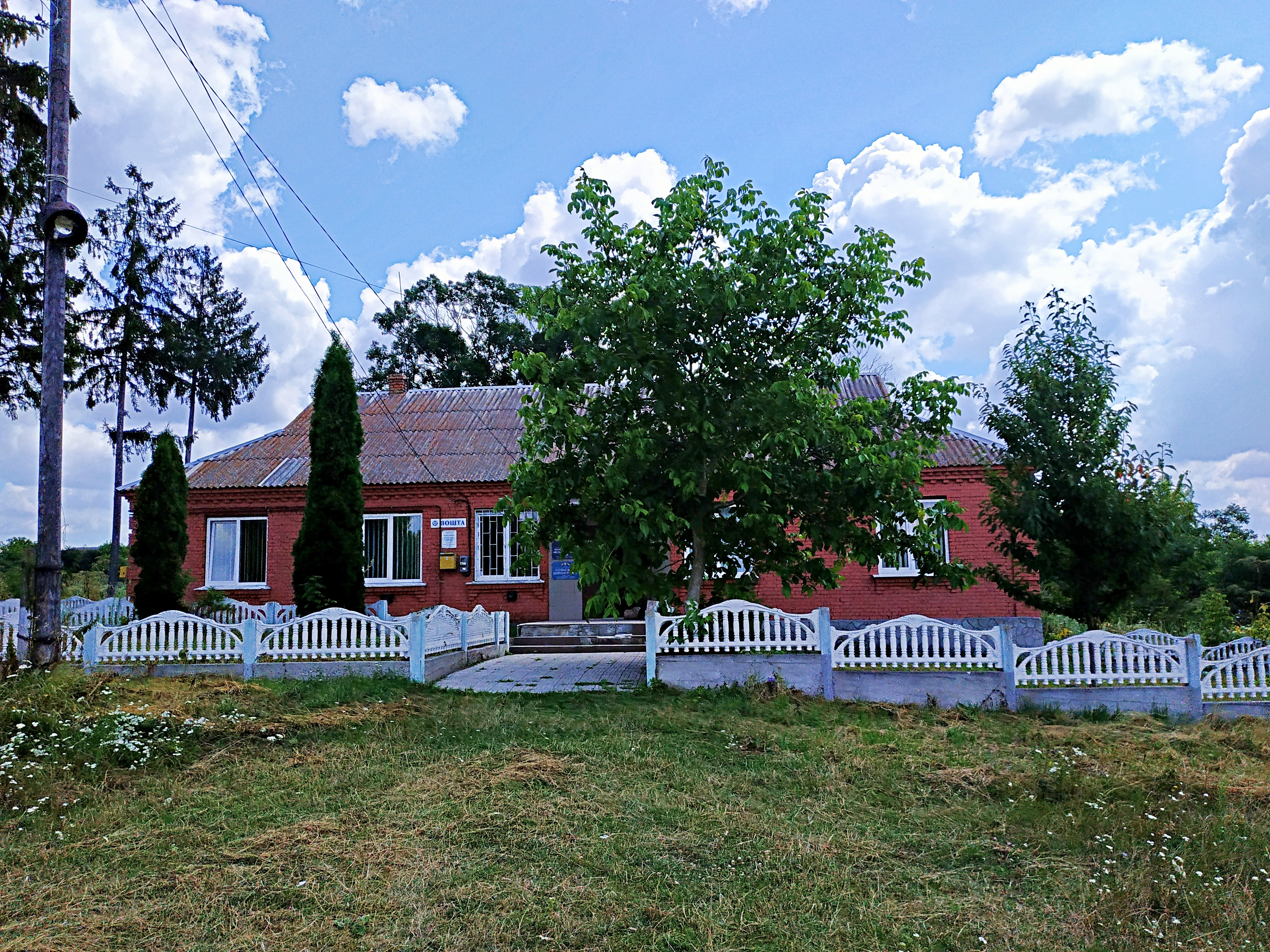
Сільська бібліотека, пошта та ФАП
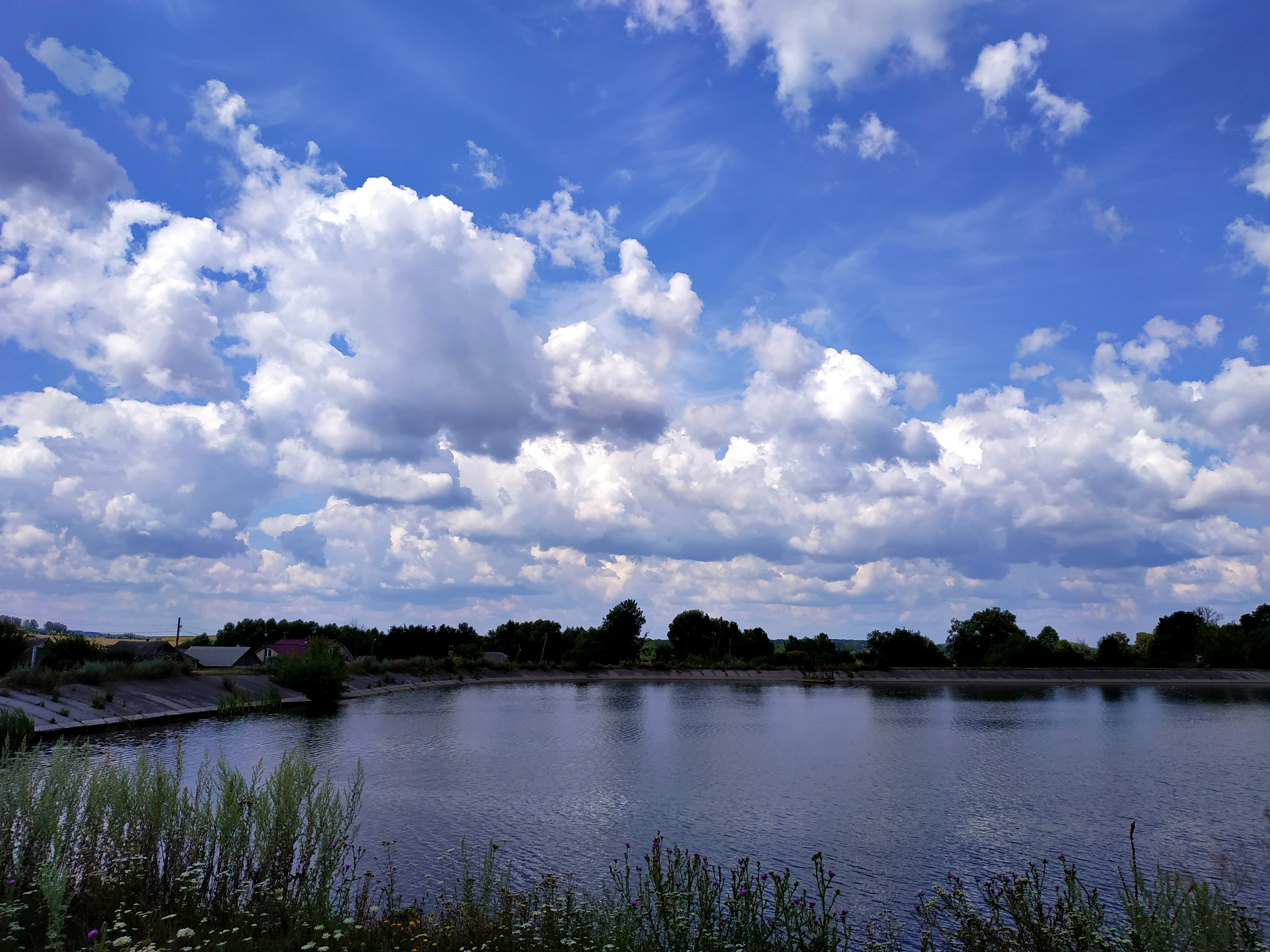
Сільський став
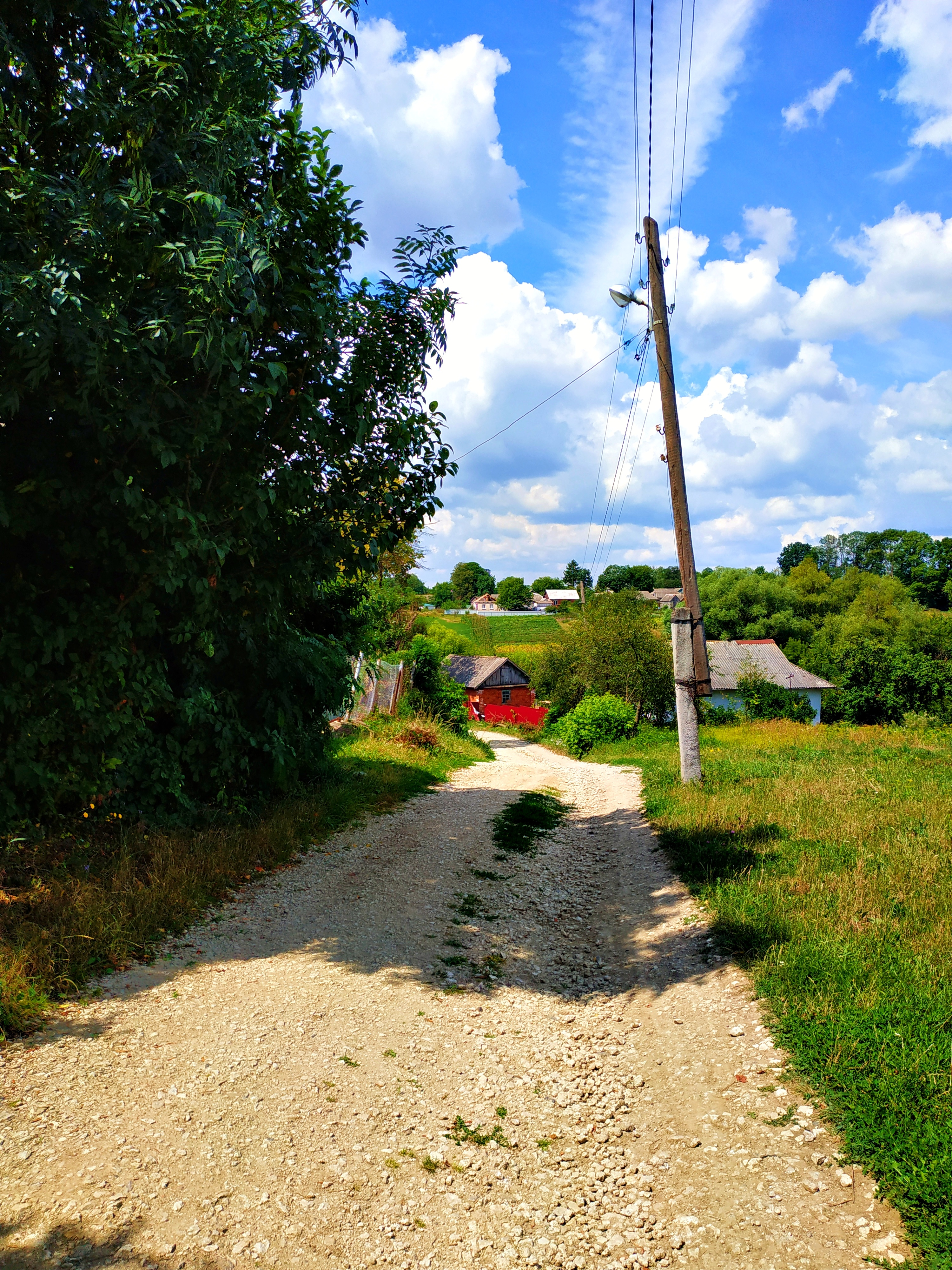
Сільська вуличка
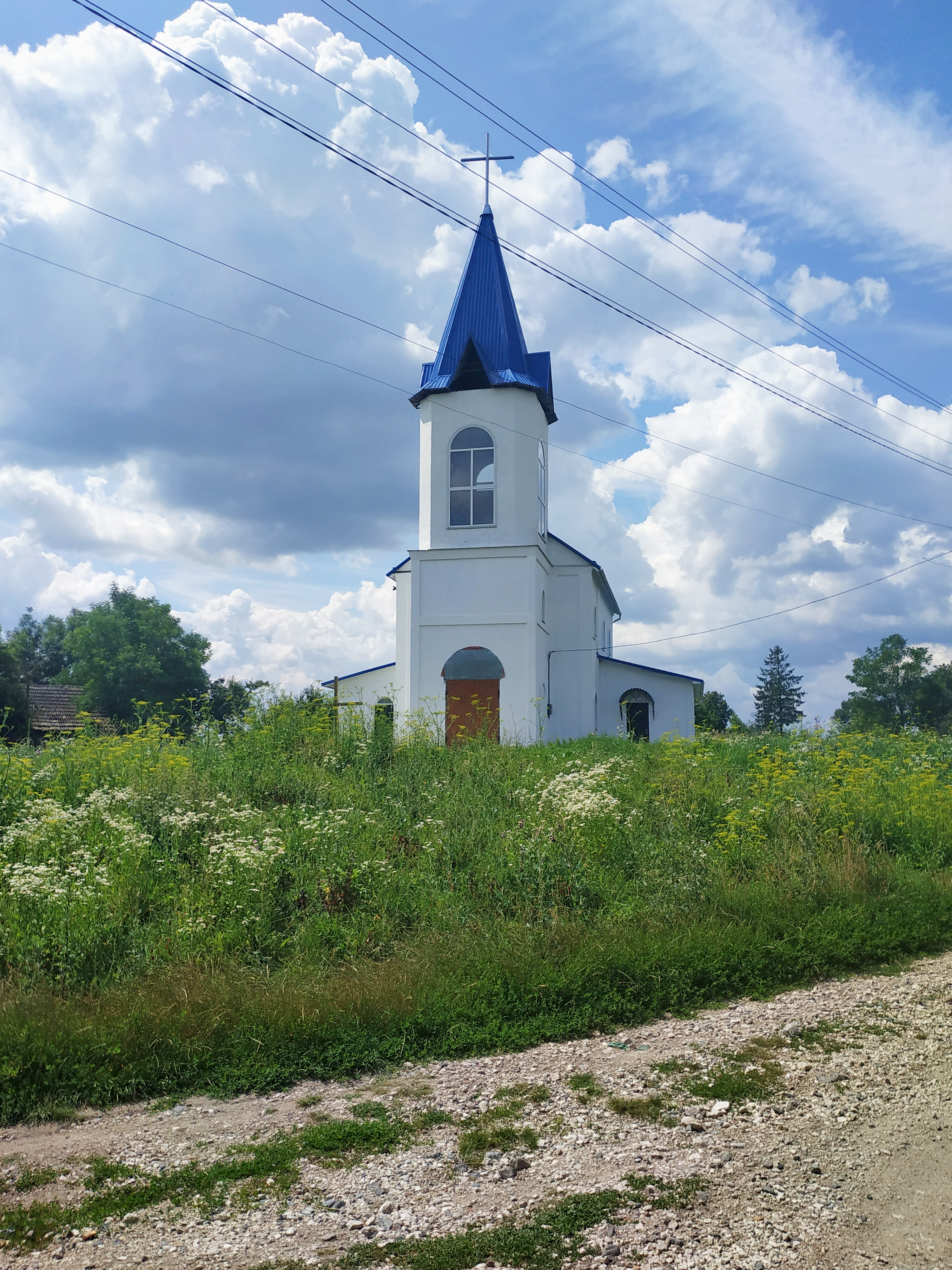
Церква в Колибані
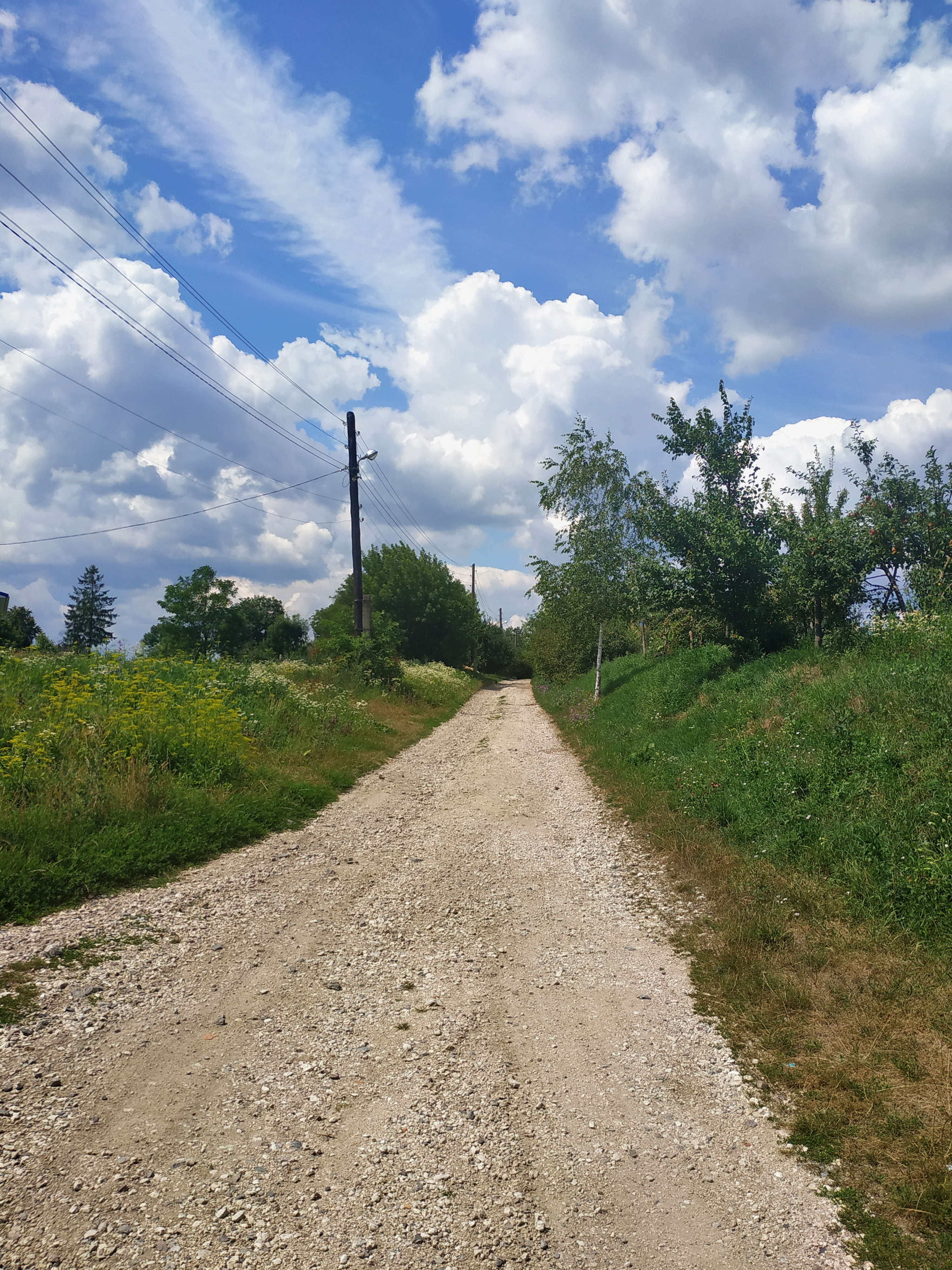
Вулиця в Колибані
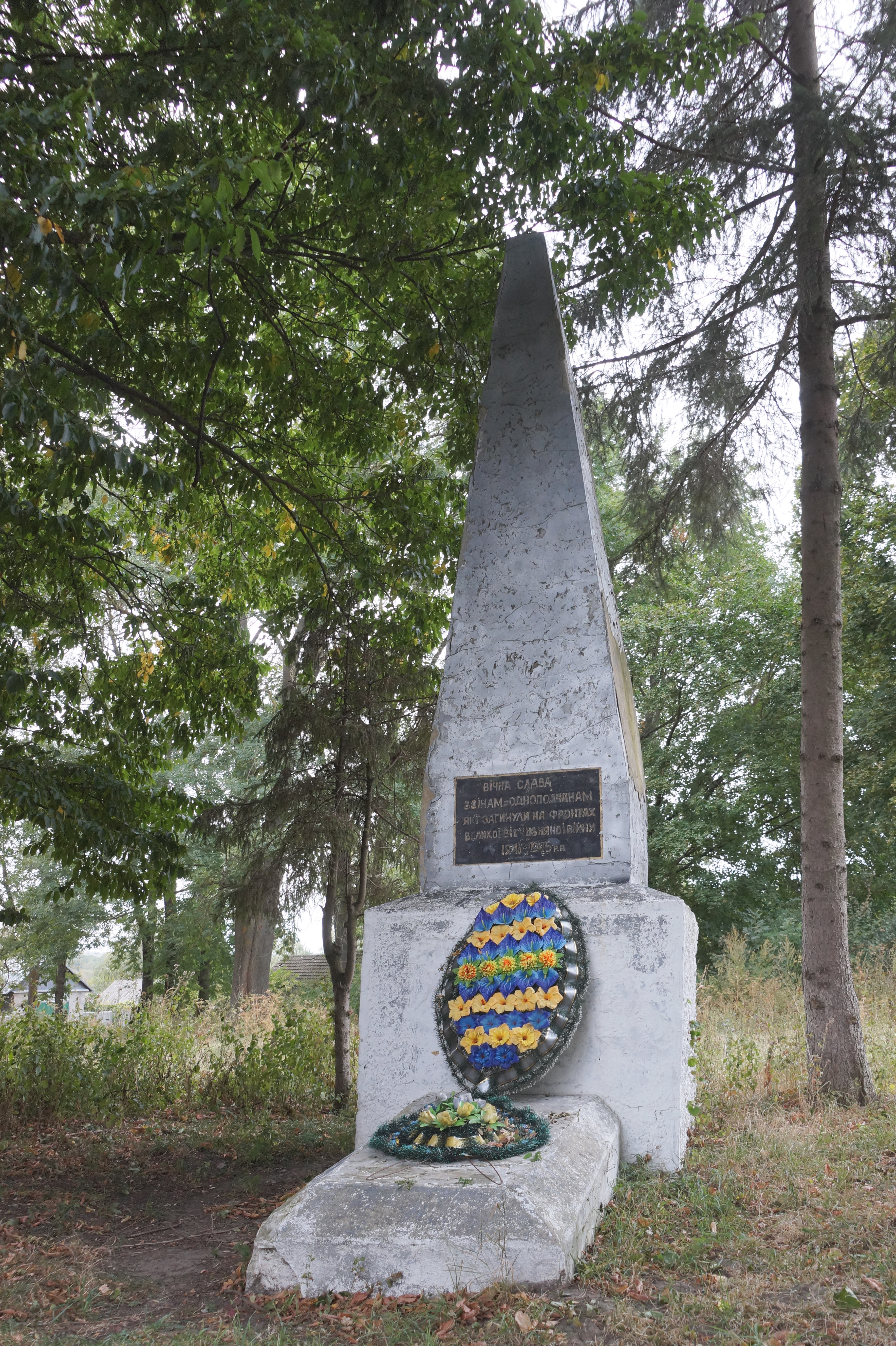
Пам'ятний знак на честь воїнів-односельців
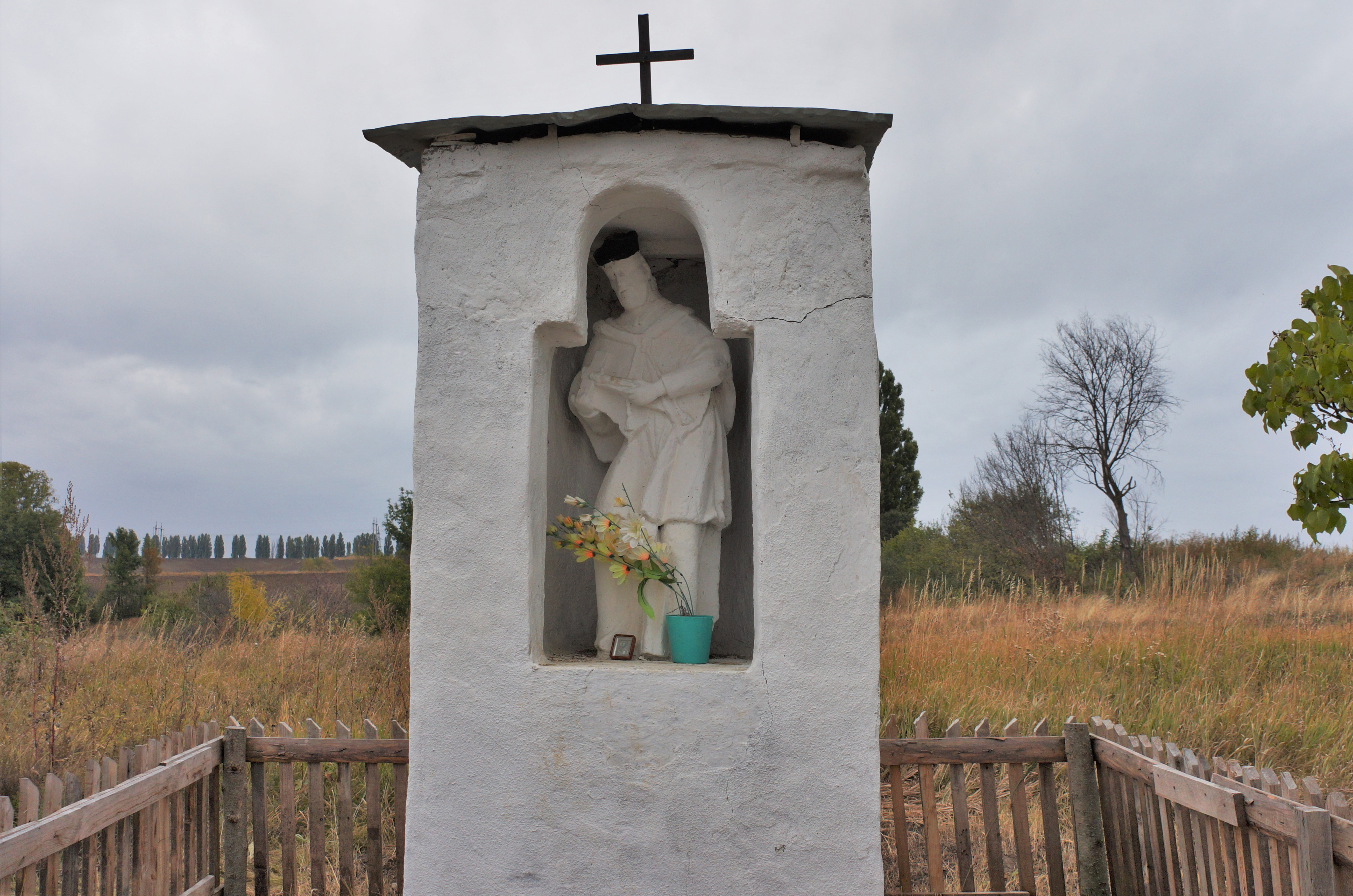
Скульптура святого Яна